# Парламентские выборы в Лаосе (2006)
Парламентские выборы 2006 года были проведены в Лаосе 30 апреля. На 115 мест в Национальной ассамблее претендовало в общей сложности 175 кандидатов, из них 40 -женщины. НРПЛ одержала победу, получив 113 мест, 2 места получили независимые кандидаты. Явка избирателей составила 99,76 %.

## Результаты выборов
| Партия                             | Число поданных голосов | %   | Число мест в Национальной ассамблее | +/- |
| ---------------------------------- | ---------------------- | --- | ----------------------------------- | --- |
| Народно-революционная партия Лаоса |                        | 98  | 113                                 | +4▲ |
| Независимые                        |                        | 2   | 2                                   | +2▲ |
| Недействительных бюллетеней        |                        |     |                                     | -   |
| Всего                              | 2 819 904              | 100 | 115                                 | +6▲ |
| Источник: IPU.                     |                        |     |                                     |     |